# Julija Nikolajewna Soldatowa
Julija Nikolajewna Soldatowa (russisch Юлия Николаевна Солдатова; * 17. Mai 1981 in Moskau) ist eine ehemalige russische Eiskunstläuferin, die im Einzellauf für Russland und Belarus startete.
1998 wurde Soldatowa Juniorenweltmeisterin. Bedeutende internationale Medaillen bei den Senioren gewann sie 1999 mit Silber bei der Europameisterschaft in Prag und mit Bronze bei der Weltmeisterschaft in Helsinki.
Im Jahr 2000 konnte sie sich als Vierte bei den russischen Meisterschaften nicht für ein internationales Turnier qualifizieren. Schon 1998 war sie nicht für die Olympischen Spiele berücksichtigt worden. Deshalb wechselte sie die Staatsbürgerschaft und startete in den Jahren 2001 bis 2003 für Belarus, nahm auch an den Olympischen Spielen in Salt Lake City teil, konnte aber nie wieder an ihre Erfolge anknüpfen. 2004 kehrte sie zurück und startete für kurze Zeit wieder für Russland, bevor sie endgültig ihre Karriere beendete und Trainerin wurde.

## Ergebnisse
| Wettbewerb / Jahr             | 1996 | 1997 | 1998 | 1999 | 2000 | 2001* | 2002* | 2003* | 2004 |
| ----------------------------- | ---- | ---- | ---- | ---- | ---- | ----- | ----- | ----- | ---- |
| Olympische Winterspiele       |      |      |      |      |      |       | 18.   |       |      |
| Weltmeisterschaften           |      |      |      | 3.   |      | 20.   | 18.   |       |      |
| Europameisterschaften         |      |      | 7.   | 2.   |      | Z     |       |       |      |
| Juniorenweltmeisterschaften   |      |      | 1.   |      |      |       |       |       |      |
| Russische Meisterschaften     | 7.   | 4.   | 2.   | 2.   | 4.   |       |       |       | 2.   |
| Belarussische Meisterschaften |      |      |      |      |      | 1.    | 1.    |       |      |

* für Belarus